# Parigi-Bruxelles 1990
La Parigi-Bruxelles 1990, settantesima edizione della corsa, si svolse il 19 settembre 1990 su un percorso di 246 km, con partenza da Noyon e arrivo a Bruxelles. Fu vinta dall'italiano Franco Ballerini della Del Tongo davanti ai belgi Michel Dernies e Danny Neskens.

## Ordine d'arrivo (Top 10)
| Pos. | Corridore          | Squadra                           | Tempo    |
| ---- | ------------------ | --------------------------------- | -------- |
| 1    | Franco Ballerini   | Del Tongo                         | 6h07'00" |
| 2    | Michel Dernies     | Weinmann-SMM Uster                | s.t.     |
| 3    | Danny Neskens      | La William-Saltos-Fodua-Euroclean | a 6"     |
| 4    | Jelle Nijdam       | Buckler                           | s.t.     |
| 5    | Adrie van der Poel | Weinmann-SMM Uster                | s.t.     |
| 6    | Johan Museeuw      | Lotto-Superclub                   | s.t.     |
| 7    | Jesper Skibby      | TVM-Yoko                          | s.t.     |
| 8    | Stefano Zanatta    | Chateau d'Ax                      | s.t.     |
| 9    | Soren Lilholt      | Histor-Sigma                      | s.t.     |
| 10   | Peter Spaenhoven   | SEFB-Saxon-Gan                    | s.t.     |